# Adrian Pennino
Adrianna Pennino-Balboa es un personaje ficticio de la serie de películas Rocky, interpretada por Talia Shire.
Shire fue nominada al Premio de la Academia a la Mejor Actriz por su interpretación de Adrianne en Rocky. La escena final de Rocky II, en la cual Rocky grita "Yo Adrianne, lo conseguí!", ha sido nombrada por los entusiastas del cine como una de las citas más icónicas en la historia del cine deportivo.

## Casting
Originalmente, Stallone le ofreció a Carrie Snodgress el papel de Adrianna Pennino Balboa, pero ella lo rechazó debido al bajo salario que le ofrecieron. Se consideró a Susan Sarandon, pero la rechazaron porque se la consideró demasiado bonita para interpretar al personaje tímido de Adrianne. Talia Shire luego audicionó para el papel y fue seleccionada.

## Biografía

### Rocky
En la primera película, Adrianna Pennino trabaja a tiempo parcial en la tienda de mascotas J&M Tropical Fish, donde un boxeador de poca monta, Rocky Balboa, lo visitaba con frecuencia, necesitando comida para sus tortugas mascotas. Adrianne explica sobre su filosofía tranquila y tímida hacia Rocky, pero luego su hermano la pone en una relación con Rocky, Paulie.
Adrianne y Rocky luego van a una pista de hielo el Día de Acción de Gracias, donde Rocky le contó sobre su carrera de lucha y su estilo. Ella le preguntó por qué quería ser boxeador y él dijo que su padre le dijo que no tenía cerebro y que debía desarrollar su cuerpo. Adrianne se sorprende, ya que su madre dijo que no tenía mucho cuerpo y que debería desarrollar su cerebro. Cuando los dos comienzan a salir, ella le da a Rocky un perro de la tienda que él admira; un mastín toro llamado Butkus. En Navidad, Paulie ebrio escucha su conversación con Rocky. Un Paulie enfurecido y borracho la amenaza físicamente a ella y a Rocky con un bate de béisbol recortado, solo para que Adrianne se defienda. Luego, se burla de ella por no ser virgen, lo que envía a Adrianne llorando, corriendo hacia su habitación, pero Rocky detiene la diatriba y luego le ofrece quedarse en su apartamento. Antes del próximo enfrentamiento de Rocky contra Apollo Creed, Adrianne decide quedarse en el vestuario de Rocky. A medida que pasan las rondas sale durante el asalto 14. Mientras ve cómo Rocky es derribado por Apolo, cierra brevemente los ojos en silencio. Al final del combate, Rocky la llama y Adrianne corre hacia el ring, perdiendo su sombrero en el camino. Cuando Paulie se le niega la entrada al ring por seguridad, ella logra deslizarse dentro del ring cuando él tira de las cuerdas. Mientras Creed se anuncia el ganador, ella se le aparece a Rocky, a lo que él le pregunta dónde estaba su sombrero, solo para que ella le exprese su amor.

### Rocky II
En la segunda película, Adrianne presencia a Rocky en el hospital después de su reciente pelea contra Apollo Creed. Al principio, Apollo incita a Rocky a una revancha, pero Rocky, en cambio, tiene la intención de retirarse del boxeo y se somete a una cirugía por desprendimiento de retina. Después de su alta del hospital, Rocky le propone matrimonio a Adrianne en el Zoológico de Filadelfia, y la pareja se casa el 8 de febrero de 1976. Con sus ganancias, logran encontrar una nueva casa y comprar un Pontiac Trans Am. Que el próximo mes, descubren que están esperando un bebé. Después de un intento fallido de aparecer en comerciales para capitalizar su nueva fama, Rocky lucha por buscar otros trabajos, lo que finalmente lo lleva a vender su Pontiac a Paulie. Cuando Rocky anuncia su intención de salir de su pausa del boxeo para tener una revancha con Apollo, Adrianne intenta desanimarlo. Aunque Mickey lo anima, sin el apoyo de Adrianne no entrena bien. Preocupado por el dinero, Adrianne regresa a tiempo parcial a la tienda de mascotas. Debido a la cantidad de levantamiento de peso con su trabajo y después de una acalorada discusión con su hermano sobre su negativa a respaldar la decisión de Rocky, entra en trabajo de parto prematuro, colapsa en el trabajo y da a luz a un niño. Debido a la pérdida excesiva de sangre durante el trabajo de parto, entra en coma. Rocky se angustia y promete quedarse con ella hasta que despierte. Además de Rocky, también la visitan Mickey y Paulie. Una semana después, recupera el conocimiento. Rocky se había negado a ver al bebé hasta que Adrianne salió del coma. Vieron a su hijo recién nacido por primera vez juntos y, por sugerencia de Adrianne, lo llamaron Robert Balboa, Jr. (Robert es el nombre real de Rocky). Poco después, Adrianne le dice a Rocky que gane por ella, dándole su bendición para que él pelee. En la noche de la revancha, se queda en casa junto con Paulie para ver el partido mientras aún se recupera. Al ver la pelea en la televisión, se sorprende durante la ronda final cuando Rocky y Apollo caen al suelo. Ambos combatientes intentan levantarse lentamente, pero Rocky sale victorioso por solo un segundo, mientras que Apollo se queda abajo, perdiendo el título de campeón mundial ante Rocky. Adrianne y Paulie celebran y comienzan a derramar lágrimas de alegría cuando Rocky la llama victoriosa.

### Rocky III
La película comienza mostrando que Rocky ha tenido mucho éxito y ha llevado un estilo de vida opulento. Rocky convence a Mickey de que se mude a su mansión para que pueda cuidarlo. Rocky, Adrianne y Mickey asisten a la inauguración de una estatua de bronce en honor al "Semental Italiano" en el Museo de Arte de Filadelfia. Abrumado por la generosidad de la ciudad, Rocky anuncia su plan de retirarse del boxeo profesional. Con la multitud abucheando con incredulidad, Clubber Lang, un nuevo boxeador prometedor, se presenta y desafía a Rocky, reprendiéndolo duramente por ser un cobarde y un "títere". Mickey interrumpe la diatriba de Lang para evitar que Rocky escuche la verdad de que Mickey seleccionó a los diez competidores que Rocky derrotó. Luego Lang se burla de Adrianne con comentarios abiertamente sexuales; le mostrará un "hombre de verdad". provocando que Rocky accediera a un partido. Con su preparación abierta al público, Rocky no puede entrenar seriamente para la pelea. Mientras sus fans femeninas intentaban acercarse a él, Adrianne permanecía en silencio, mirando de fondo. Unos minutos antes del partido, Lang ataca verbalmente a Rocky, creando una pelea, en la que Lang empuja a Mickey al suelo, provocando que sufra un paro cardíaco. Al ser escoltado de regreso al vestuario, Rocky se preocupa y planea cancelar el partido, pero Mickey le dice que se calme, a lo que Rocky le pide a Adrianne que se quede con él hasta que llegue un médico. Rocky pierde rápidamente el partido contra Lang y Mickey muere de un ataque al corazón. Solo ella, Rocky, Paulie y Al Savani (su cutman) se reúnen para el entierro de Mickey. Adrianne se une a Rocky y Paulie mientras viajan a Los Ángeles para entrenar con Apollo Creed para una revancha. Adrianne se da cuenta de que su marido no se concentra completamente y se enfrenta a Rocky en la Playa de Santa Mónica. Durante la discusión, Rocky revela que tiene miedo de perder, pero Adrianne asegura que tienen todo lo que alguna vez han soñado, como la fama y la fortuna, y que ella siempre estará ahí para él, sin importar si gana o pierde. Reforzado por esto, Rocky recupera su título de manos de Lang.

### Rocky IV
En la cuarta película, Adrianne y Rocky son visitados por Apollo Creed, quien tiene planes de tener un combate de exhibición contra un boxeador de la Unión Soviética, Ivan Drago. Después de escuchar sus razones, Adrianne intenta desanimar a Creed y le dice que ella se preocupa profundamente por su bienestar. A pesar de sus sugerencias, se materializa un combate de exhibición entre ambos. Adrianne asiste a la conferencia de prensa, sentado con la esposa de Apolo, Mary Anne. Adrianne es testigo de la pelea entre Creed y Drago, con Drago golpeando a Creed poderosamente, causando que Creed muera en el acto. Al presenciar la muerte de Apolo, también asiste a su funeral junto a su esposo. Algún tiempo después, la prensa notifica a Adrianne que Rocky anuncia sus planes para desafiar a Drago en Navidad en Rusia. Esa noche, ella y Rocky discuten sobre los riesgos, Adrianne le dice que este es un combate que no puede ganar. Semanas después de que Rocky se va con Paulie y Tony "Duke" Evers a Rusia para entrenar, Adrianne lo sorprende allí y le asegura que ella siempre estará con él, pase lo que pase. Durante la pelea, Drago domina a Rocky, lo que le dificulta verlo. Pero, después de un momento de seriedad, Rocky lanza un puñetazo que corta a Drago debajo de su ojo, lo que hace que Adrianne le grite a Rocky que lo golpee, igualando así el campo de juego. Después de un partido decisivo, Rocky gana por nocaut en la ronda final.

### Rocky V
En la quinta película, poco después del partido con Drago, Adrianne se sienta con su esposo, quien muestra signos de complicaciones. A su regreso a los Estados Unidos, se reencuentran con su hijo, Robert, y realizan una conferencia de prensa posterior. Con preguntas sobre las complicaciones que surgieron, ella rápidamente lo niega y afirma que su esposo está en forma. Pero Rocky es interrumpido por el promotor de la pelea, George Washington Duke, con la esperanza de crear otro combate lucrativo. Adrianne sube al podio para anunciar que Rocky se retira, lo que asombra a la audiencia.
Al establecerse en casa, Rocky escucha a ella y a Paulie discutir sobre una situación dramática que les cambia la vida. Paulie inadvertidamente hace que Rocky y Adrianne le den a su contador un poder. En retroceso, el contador posteriormente malversó y despilfarró el dinero de los Balboa en acuerdos inmobiliarios que se echaron a perder, lo que les costó toda su fortuna y prácticamente todos sus activos. Además, el contador no había pagado los impuestos de Rocky durante los últimos seis años, y la mansión ha sido hipotecada por $ 400,000. Rocky le dice a Adrianne que quiere luchar de nuevo para recuperar sus activos, pero ella solicita que se le haga la prueba con la aprobación de un médico de primera mano. El médico realiza pruebas simuladas por computadora, lo que confirma que a Rocky se le diagnostica una forma de daño cerebral, y los efectos son permanentes e irreversibles, lo que le imposibilita obtener una licencia para boxear en cualquier estado. Mientras Rocky intenta ir en contra de las órdenes de su médico, Adrianne le asegura que podrían sobrevivir, y Rocky reconoce a regañadientes que es hora de retirarse del boxeo.
De su lujoso estilo de vida, regresan a las calles y se mudan a la antigua casa de Paulie en el sur de Filadelfia. Al regresar a su trabajo en la tienda de mascotas J&M Tropical Fish, ella y Rocky son acorralados por Duke. Rocky consideraría ofertas, pero Adrianne las negaría todas, ya que sabe que es una cuestión de dinero, y Rocky quedaría gravemente discapacitado si volviera a salir de su retiro. Ella se vuelve escéptica cuando Rocky invita a un joven boxeador rufián de Oklahoma, Tommy "the Machine" Gunn, a quedarse con ellos. Con Rocky dedicando su tiempo a entrenar a Tommy, se crea una brecha entre Rocky y Robert. Duke logró captar la atención de Tommy, lo que hace que se separe de su mentor.
Adrianne acude en ayuda de Rocky, después de su disputa con Tommy, dejando a Rocky muy frustrado. Rocky vio su relación como otra forma de ganar, volver a la vida que una vez vivieron, pero Adrianne lo atestigua, citando que la asociación en realidad estaba destruyendo a su familia, y debería transmitir valores, así como transmitirlos a su familia e hijo . A partir de esto, Rocky se calma y se reconcilia con Robert. Mientras Tommy y Rocky se involucran en una pelea callejera, Robert le notifica y los dos se dirigen a la escena. Adrianne es vista por última vez alejándose con la familia de buen humor después de que Rocky salió victorioso.

### Rocky Balboa
En otoño de 2001, Adrianna Balboa descubrió que se estaba muriendo de cáncer de ovario. Se sometió a quimioterapia, pero no fue suficiente para salvar su vida. Adrianne murió pacíficamente mientras dormía el 11 de enero de 2002, en Filadelfia, Pensilvania, con su familia a su lado, a los 51 años.
En los años venideros, Rocky, tratando de salir de su bancarrota, logra abrir un pequeño restaurante italiano, que lleva su nombre. Las paredes del restaurante exhiben imágenes de Adrianne, herencia italiana, así como recuerdos deportivos de Rocky, como fotografías del ring, recortes de periódicos, pinturas y sus cinturones de campeonato.

### Creed
Adrianna Balboa no aparece físicamente en Creed, habiendo fallecido anteriormente de cáncer de ovario, pero se ven fotos de ella alrededor del restaurante de Rocky (que lleva su nombre). Cuando Rocky va al cementerio, primero va y pone la bebida alcohólica favorita de su hermano Paulie en su lápida junto a la de ella, y luego les lee el periódico a ella y a Paulie.